# Great Freedom
Pour plus de détails, voir Fiche technique et Distribution.
Great Freedom (Große Freiheit) est un drame romantique austro-allemand réalisé par Sebastian Meise et sorti en 2021. Le film remporte le prix du jury de la section Un certain regard au Festival de Cannes 2021.

## Synopsis
En 1945, sans même sortir du camp de concentration nazi dans lequel il était interné pour homosexualité, Hans Hoffman est directement envoyé dans une prison d'Allemagne de l'ouest, pour finir de purger sa peine. Centrée sur la figure de Hans Hoffman, le film s'étend sur trente années de 1945 jusqu'à 1975, se concentrant uniquement sur les longues périodes que Hans passe incarcéré pour homosexualité.

## Fiche technique
- Titre original : Große Freiheit
- Réalisation : Sebastian Meise
- Scénario : Thomas Reider et Sebastian Meise
- Musique : Nils Petter Molvær et Peter Brötzmann
- Photographie : Crystel Fournier
- Montage : Joana Scrinzi
- Classement : Interdit aux moins de 12 ans
- Producteur : Benny Drechsel, Sabine Moser et Oliver Neumann
  - Producteur exécutif : Karsten Frank
  - Producteur coordinateur : Johannes Rexin
- Sociétés de production : Rohfilmverleih GmbH
- Société de distribution : The Match Factory et Paname Distribution
- Pays de production :  Allemagne et  Autriche
- Langue originale : allemand et anglais
- Format : couleur — 2,35:1
- Genre : Drame romantique
- Durée : 116 minutes
- Dates de sortie :
  - France :
    - 8 juillet 2021 (Cannes)
    - 9 février 2022 (en salles)

  - Suisse : 29 septembre 2021 (Zurich)
  - Allemagne :
    - 30 septembre 2021 (Hambourg)
    - 18 novembre 2021 (en salles)

  - Belgique : 13 octobre 2021 (Gent)
  - Canada : 16 octobre 2021 (Montréal)
  - Autriche : 
    - 29 octobre 2021 (Vienne)
    - 19 novembre 2021 (en salles)

## Distribution
- Franz Rogowski : Hans
- Georg Friedrich : Viktor
- Anton von Lucke : Leo
- Thomas Prenn : Oskar
- Alfred Hartung : Wärter
- Andreas Patton : Staatsanwalt
- Fabian Stumm : le policier en civil
- Daniel Wagner : Strafverteidiger

## Prix et récompenses
- Festival de Cannes 2021 : prix du jury de la section Un certain regard
- Festival du film de Sarajevo 2021 : Cœur de Sarajevo du meilleur film et du meilleur acteur pour Georg Friedrich[1]
- Festival international du film de Vienne 2021 : Vienna Film Award
- Festival du nouveau cinéma de Montréal 2021 :  Louve d'Or
- Prix du cinéma européen 2021 : prix du cinéma européen du meilleur directeur de la photographie pour Crystel Fournier
prix du cinéma européen du meilleur compositeur pour Nils Petter Molvaer et Peter Brötzmann
- Entrée officielle de l'Autriche, Great Freedom est l'un des 15 titres retenus dans la courte liste pour l'Oscar du meilleur film international, mais ne sera pas parmi les nommés.

## Autour du film
Le paragraphe 175 du Code Pénal allemand, en vigueur depuis 1871 jusqu'en 1994, criminalise les relations sexuelles entre hommes. La gravité du "crime" est renforcée en 1935 sous le régime nazi, pouvant mener à des incarcérations longues de cinq ans. La loi n'est cependant pas adoucie sous le régime d'Allemagne de l'ouest.
En 1945, Hans a pour compagnon de cellule Viktor, qu'il retrouvera lors de ses deux incarcérations suivantes. Malgré une méfiance au début de leur cohabitation, une relation se noue progressivement entre les deux hommes. 